# Approximation orbitale
En mécanique quantique, l'approximation orbitale (ou approximation orbitalaire) est une simplification de l'écriture des solutions de l'équation de Schrödinger, qui revient à admettre que les électrons « orbitent » autour du noyau indépendamment les uns des autres.

## Définition
Un système chimique (molécules, ions…) est constitué de noyaux et d'électrons. Dans le cadre de l'approximation de Born-Oppenheimer, les électrons sont décrits collectivement par une fonction d'onde dite multiélectronique {\displaystyle \Psi (r_{1},r_{2},\dots )}. Cette fonction d'onde décrit la probabilité de trouver simultanément l'électron 1 à la position {\displaystyle r_{1}} et l'électron 2 à la position {\displaystyle r_{2}}, etc.
Ceci a pour conséquence que la probabilité de trouver l'électron 1 à un endroit donné dépend de la position de l'électron 2 : on dit que les électrons sont corrélés.
La fonction d'onde {\displaystyle \Psi (r)\,} fait partie des états propres du hamiltonien de la particule, telles que décrits par l'équation de Schrödinger :
{\displaystyle H\Psi =E\Psi \,}
H est un opérateur appelé hamiltonien, {\displaystyle \Psi \,} est la fonction d'onde et E est l'état énergétique associé à cette fonction d'onde.
La fonction d'onde {\displaystyle \Psi \,} peut être décrite soit avec les coordonnées cartésiennes x,y et z, soit avec les coordonnées sphériques r, {\displaystyle \Theta \,} et {\displaystyle \Phi \,} :
{\displaystyle \Psi _{n,l,m_{l}}(x,y,z)=\Psi _{n,l,m_{l}}(r,\Theta ,\Phi )}
Les indices n, l et m sont les trois nombres quantiques décrivant les orbitales atomiques de l'électron :
- n est le nombre quantique principal. {\displaystyle n\in [1;\infty [\,} (n entier)
- l est le nombre quantique secondaire  (ou azimutal).
- m (ou ml) est le nombre quantique magnétique.

L'approximation orbitale consiste à supposer que les électrons sont pratiquement indépendants les uns des autres, ce qui permet de simplifier l'écriture de la fonction d'onde, en la factorisant :
{\displaystyle \Psi (r_{1},r_{2},\dots )=\psi _{1}(r_{1})\psi _{2}(r_{2})\dots }
Il s'agit d'une approximation car en toute rigueur il existe des interactions entre les électrons. D'autre part, pour un électron donné, la présence des autres électrons modifie l'interaction avec le noyau, par un effet d'écrantage. Pour s'approcher des valeurs établies expérimentalement on utilise les règles de Slater qui permettent de moyenner pour chaque électron la charge effective : c'est le deuxième niveau d'approximation.
Chacune des fonctions d'onde {\displaystyle \psi _{1},\psi _{2},\dots } décrit un seul électron : ce sont des fonctions d'onde monoélectroniques. Les fonctions d'ondes monoélectroniques décrivant les états stationnaires des électrons sont appelées « orbitales ». Dans un atome, on parle d'orbitale atomique, et, lorsque les orbitales atomiques de plusieurs atomes interagissent, d'orbitale moléculaire.

## Principe d'exclusion de Pauli
- Dans un atome, deux électrons ne peuvent pas avoir leurs quatre nombres quantiques identiques (n, l, m, s).
- Deux électrons dans une même orbitale atomique doivent différer par leur nombre quantique de spin s = +/– 1/2.
- Une orbitale atomique ne peut contenir au maximum que deux électrons de spins opposés, dits « antiparallèles » ou « appariés ».
- S'il n'y a qu'un seul électron dans l'orbitale atomique, on le dit « célibataire » ou « non-apparié »
- Une orbitale atomique vide signifie une « lacune électronique ».

## État fondamental et règle de Hund
L'état fondamental d'un atome ou molécule est son état énergétique le plus stable, c'est-à-dire d'énergie la plus basse.
Cet état obéit à la règle de Hund, aussi appelée règle du spin maximal : quand plusieurs orbitales atomiques sont de même énergie, (p,d,…), les électrons se répartissent à l'état fondamental avec un maximum de spins parallèles.
En conséquence, une case quantique ne peut accepter deux électrons que lorsque toutes les autres cases de la même énergie possèdent déjà un électron.